# Jorge Guillén (médico)
Jorge Guillén Montenegro (Jerez de la Frontera, 13 de enero de 1937-Barcelona, 16 de octubre de 2023) fue un baloncestista y médico español. Con 1.92 de estatura, jugaba en la posición de pívot. Era médico especializado en traumatología.

## Biografía
Nacido el 13 de enero de 1937 en Jerez de la Frontera, se trasladó a los cuatro años a Zaragoza, donde pasó su infancia. Tras retirarse del baloncesto profesional se estableció en Barcelona, ejerciendo de médico especializado en traumatología. Ha sido médico de la selección de fútbol sub-21, de las selecciones absolutas de baloncesto y fútbol de España, miembro del Comité de Doping de la UEFA y jefe de los servicios médicos del Joventut de Badalona.
Falleció en Barcelona a los 86 años de edad.

## Trayectoria
- 1958-1960 Iberia Zaragoza
- 1960-1962 Aismalíbar Montcada
- 1962-1965 Águilas Bilbao

## Internacionalidades
Fue internacional con España en 15 ocasiones, participando en los Juegos Olímpicos 1960, en los que la selección nacional terminó en el puesto 14.

## Premios, reconocimientos y distinciones
- Medalla de Bronce de la Real Orden del Mérito Deportivo, otorgada por el Consejo Superior de Deportes (1999)